# Kaempferia chayanii
Kaempferia chayanii är en enhjärtbladig växtart som beskrevs av Koonterm. Kaempferia chayanii ingår i släktet Kaempferia och familjen Zingiberaceae.
Artens utbredningsområde är Laos. Inga underarter finns listade i Catalogue of Life.